# Ottokar Gräbner
Ottokar Gräbner (* 19. Juni 1904 in Osterwick bei Konitz, Westpreußen; † 16. September 1972 in Munderkingen) war ein deutscher Maler, Grafiker und Bildhauer.

## Leben
Ottokar Gräbner war in den Jahren 1922 und 1923 als Wanderschauspieler tätig. Von 1923 bis 1924 ging er beim Danziger Holzbildbauer Seipold in die Lehre und nahm Zeichenunterricht bei Bruno Paetsch. Im Jahr 1925 lebte er als Maler in Berlin und war Schüler von Ludwig Meidner. Von 1926 bis 1929 war er als Maler in Danzig tätig. Von 1930 bis 1933 studierte er an der Städelschule in Frankfurt am Main. Er war Meisterschüler von Max Beckmann und besuchte die Grafikklasse von Franz Karl Delavilla.
Im Jahr 1933 hielt er sich wegen eines Arbeitsverbots samt Verfolgung in Danzig auf und emigrierte von 1936 bis 1942 in den sowjetischen Teil Polens nach der Kriegsbesatzung. Erst im Jahr 1943 kehrte er nach Kochel am See in Deutschland zurück.
1949 entstehen sowohl großformatige Ansichten des Kochelsees von Kochel aus gesehen sowie das Antikriegsbild „Totentanz“. Die ersten, kleinformatigen Holzreliefs entstanden in der Zeit um 1950, das erste große Triptychon namens „Der Krieg“ im Jahr 1951. Ein Jahr später 1952 entstand das zweite große Triptychon „Perseus“, bei dem die Enthauptung der Medusa im Zentrum steht. Danach konzentrierte Gräbner sich auf Holzschnittzyklen mit Kriegs- und Nachkriegsthemen und machte zahlreiche Reisen in den östlichen Mittelmeerraum.
1972 übersiedelte er nach Munderkingen nahe Ulm und verstarb kurze Zeit später.

## Ausstellungen
- 1927: Kollektivausstellung in Danzig im Stockturm
- 1929: Kollektivausstellung in Danzig in der Kunstkammer des Museums
- 1955: Ausstellung voor Sierkunst Gent
- 1958: Ausstellung im Salon de l´art libre Paris
- 1962: Ausstellung in Hannover und Solingen
- 1969: Ausstellung in der Galerie Christa Moering, Wiesbaden
- 1971: Kollektivausstellung des Berufsverbandes Bildender Künstler in München
- 1989: Einzelausstellung im Museum Schloss Philippsruhe, Hanau mit Katalog